# Cola letouzeyana
Espèce
Cola letouzeyana Nkongm. est une plante de la famille des Sterculiaceae, du genre Cola,. Suivant APGIII, elle appartient à la famille des Malvaceae,. 
C’est un arbuste d’environ 1 à 5 m de haut, avec une tige arrondie. Il croît dans la forêt atlantique, à une altitude d’environ 200 à 400 m. C'est une espèce native du Cameroun,.